# Prunus
Prunus este un gen de plante din familia Rosaceae, ordinul Rosales, originar din Asia Orientală, circa 198 specii, arbuști sau arbori mici, cu scoarța ramurilor cenușie, subțire și care se exfoliază.

## Morfologie
- Frunzele sunt simple, alterne, cu marginea dințată, rar nedantelate, cu stipele[1].
- Florile sunt uneori mirositoare simple sau duble, solitare sau grupate, la bază cu scvame brune, necleioase, pedicelate, pe tip 5, albe, roz sau roșii, 20 stamine, ovar glabru cu un singur pistil, cu stil prelungit[1].
- Fructul este drupă brumată.

## Înmulțire
Speciile pure se înmulțesc prin semințe, varietățile și soiurile se înmulțesc prin altoire și prin butași.

## Utilizare
Se folosesc în parcuri și grădini, izolat, grupuri sau în combinații cu alte specii, la marginea masivelor.

## Imagini

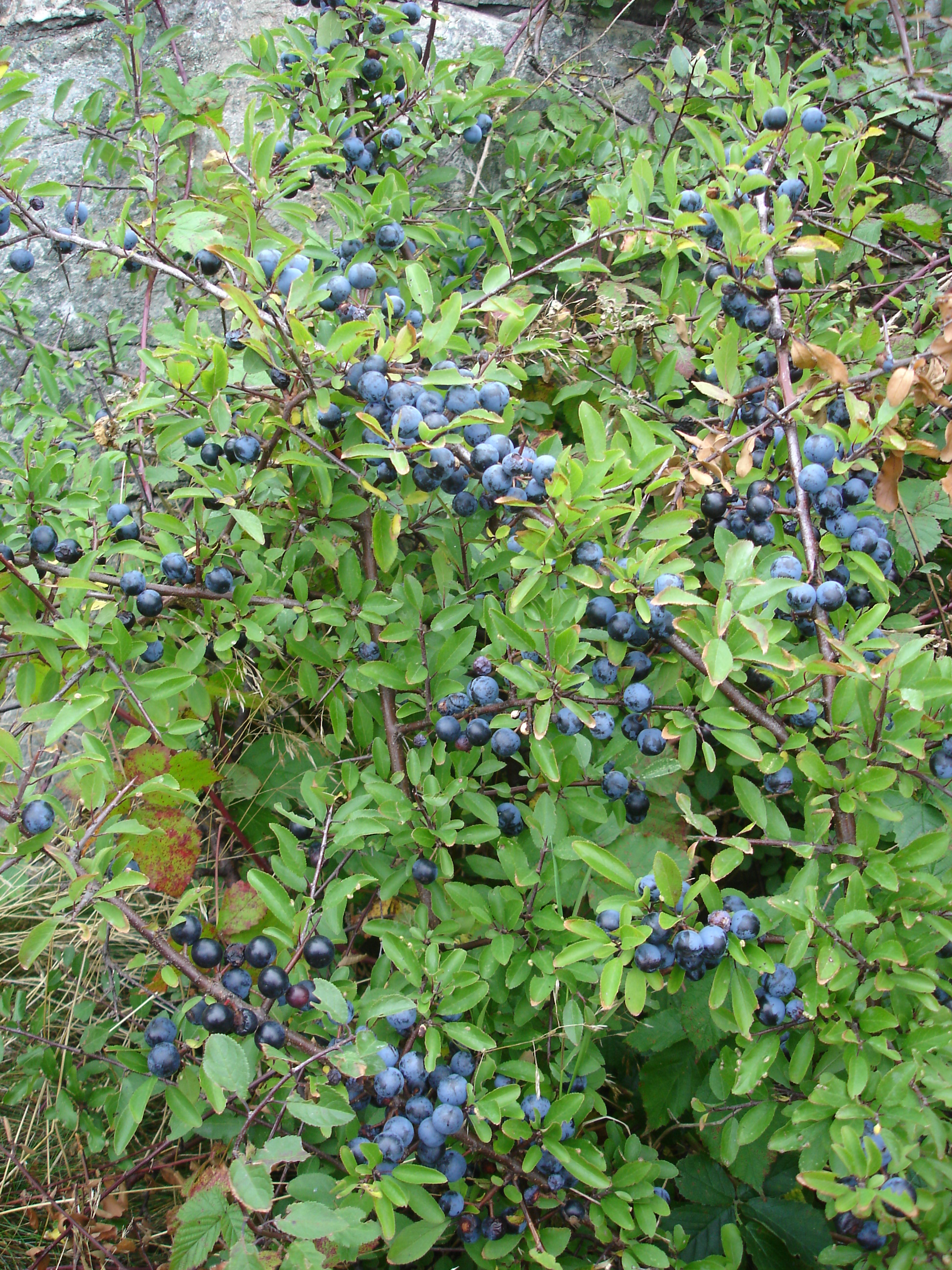
Prunus spinosa
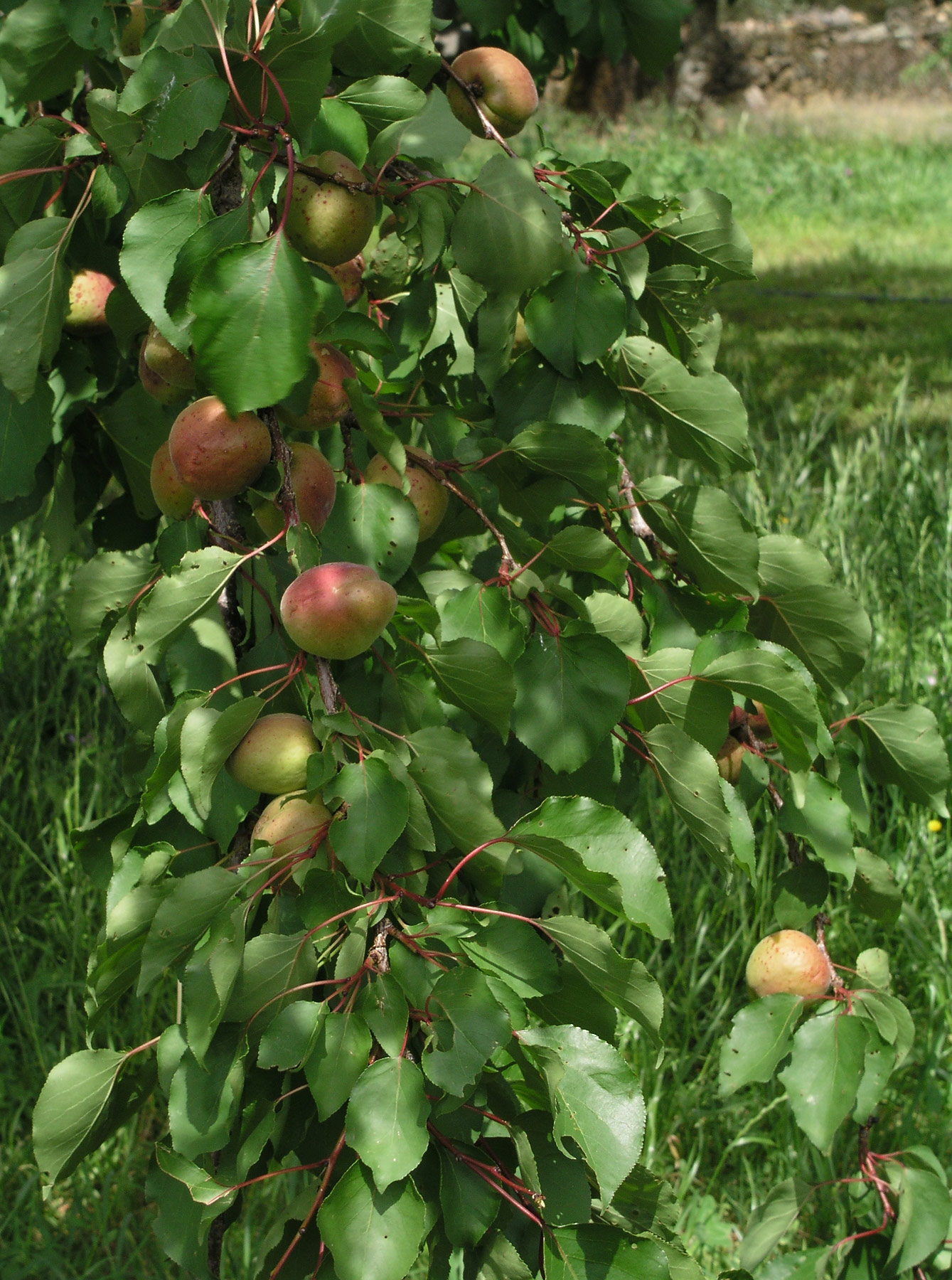
Prunus armeniaca

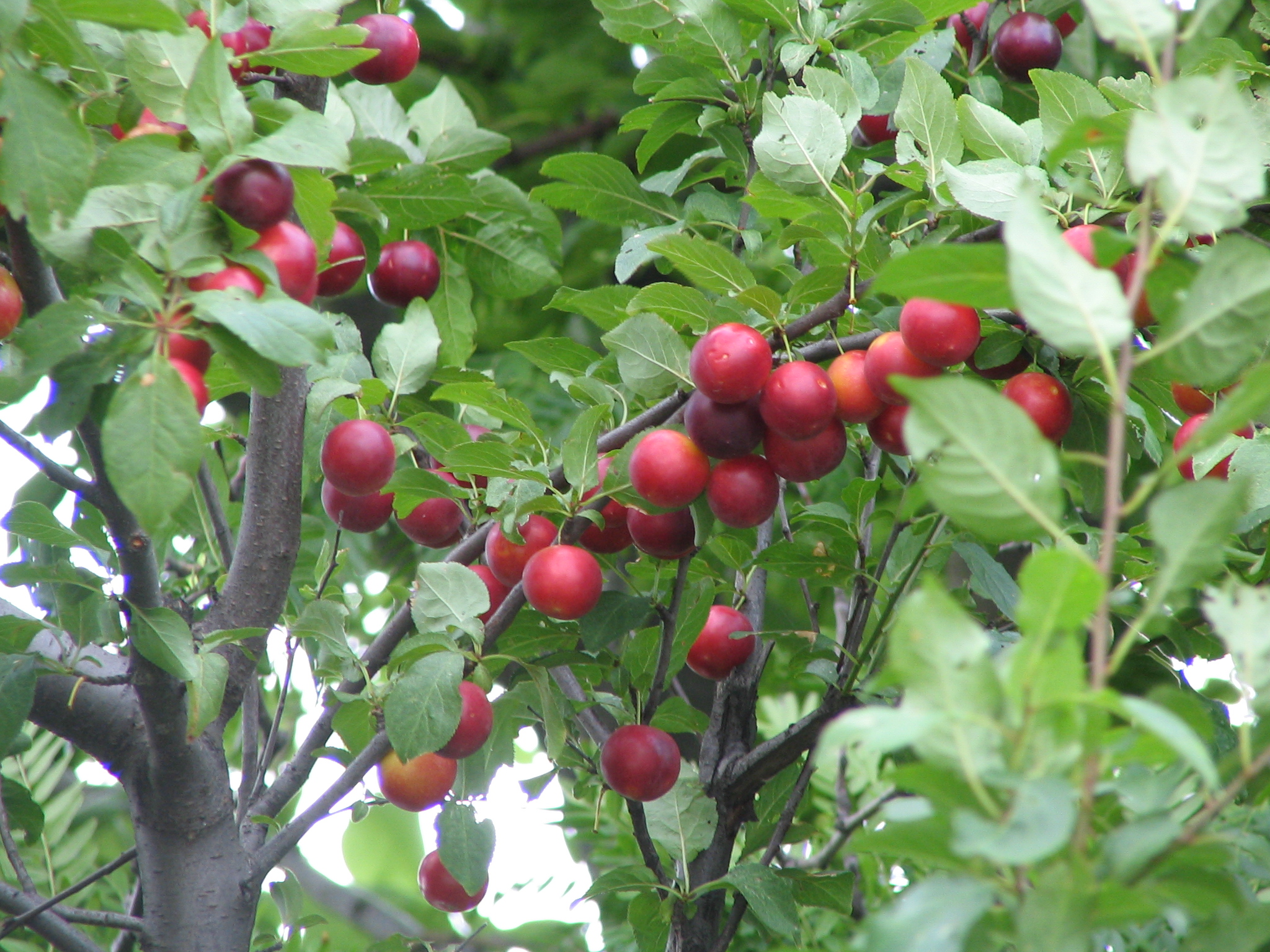
Prunus cerasifera
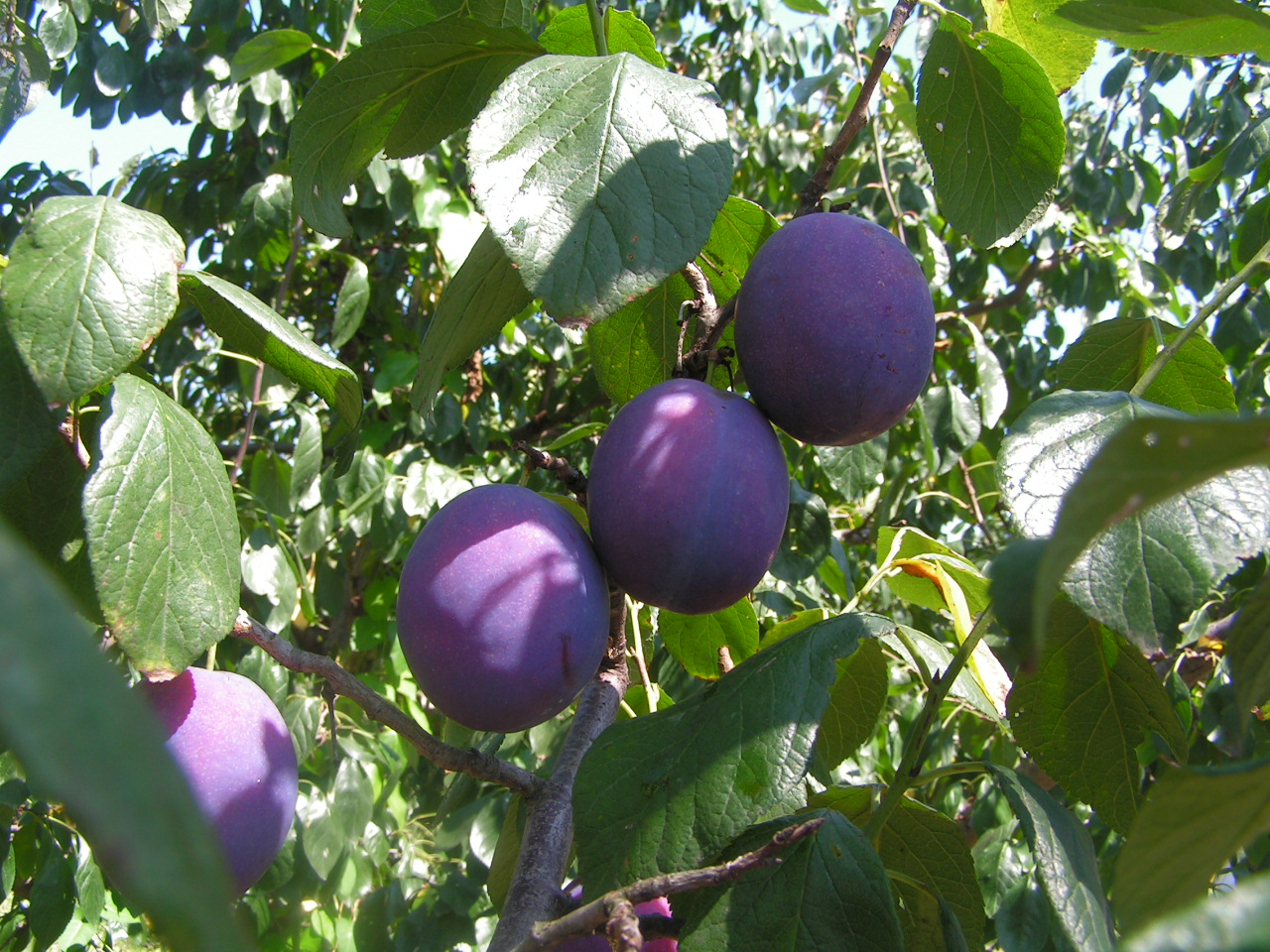
Prunus domestica